# 호르스트 에켈
호어스트 에켈(독일어: Horst Eckel, 1932년 2월 8일~2021년 12월 3일)은 독일의 전 축구 선수였다. 그는 1954년 월드컵에서 서독의 우승 주역이었다. 그는 1954년 월드컵 결승전에 출전한 선수들 중 최후의 생존자였다.

## 구단 경력
에켈은 1947년에 15세의 나이로 카이저슬라우테른에서 신고식을 치렀다. 그는 1951년과 1953년에 독일 리그를 우승했다. 에켈은 우측 안쪽 미드필더를 맡았다. 현역 시절, 에켈은 근면하고 노련한 선수였다. 그는 빠른 몸놀림을 이용해 "시각 수렵견"(Windhund)이라는 별칭이 붙었다. 그는 이후 남서부 레기오날리가의 뢰흘링 뵐클링엔에서 활약했다.

## 국가대표팀 경력
에켈은 서독 국가대표팀 일원으로 1954년 월드컵에 참가해 "베른의 기적"을 연출하고 우승을 차지했다. 에켈은 대회 내내 서독 국가대표팀의 중추로 활약했다. 제프 헤어베어거호는 수비 효율이 좋고 공넘김이 용이한 그를 우측에 두어 측면을 안정화시켰고, 최우측 공격수 헬무트 란과 안쪽 우측 공격수 막스 모얼로크와 상호 보완 효과를 냈다.
그는 1958년 월드컵에도 참가했다. 그는 총 32번의 국가대표팀 경기에 출전했다.

## 말년
은퇴 후, 그는 공구업자와 교사를 겸해 1997년에 완전히 은퇴하기 전까지 근무했다.
그는 1954년 월드컵을 주제로 한 죈케 보어트만의 "베른의 기적" 자문을 맡았다.
에켈은 2021년 12월 3일, 향년 89세로 영면에 들었다. 그가 영면에 든 시점 전까지 호어스트 에켈은 1954년 월드컵 결승전에 출전한 선수들 중 최후의 생존자였다.